# توفند کیپ ورد

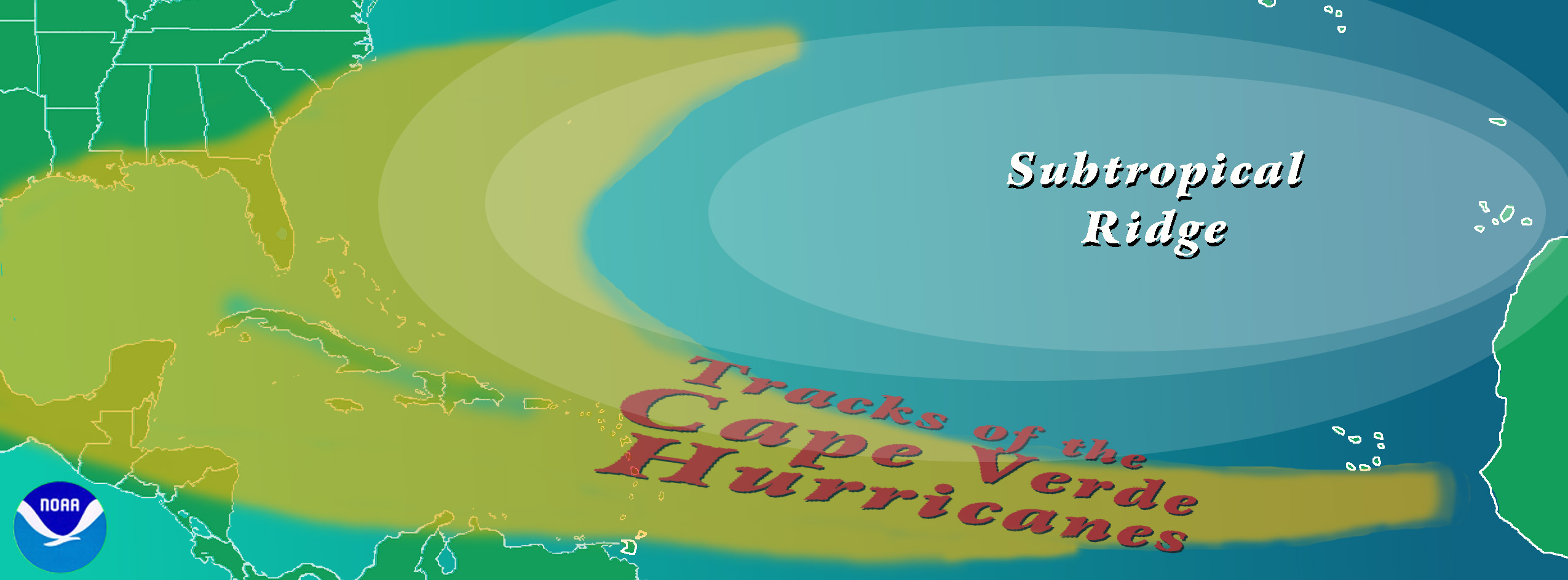
مسیر توفندهای کیپ ورد

توفند کیپ ورد (انگلیسی: Cape Verde hurricane) نوعی توفند اقیانوس اطلس است که از عرض‌های جغرافیایی پایین در اطلس حاره‌ای سرچشمه می‌گیرد. منشأ توفند کیپ ورد، عبور امواج حاره‌ای از روی جزایر کیپ ورد یا نزدیک آن، پس از خروج از سواحل غرب آفریقا است. در هر فصل توفند اقیانوس اطلس به‌طور میانگین دو توفند کیپ ورد شکل وجود دارد که اغلب بزرگ‌ترین و شدیدترین توفان‌های فصل هستند. دلیل شکل‌گیری این توفندها وجود اقیانوس و آب گرم فراوان است که پیش از رسیدن توفان به خشکی یا سایر عواملی که باعث تضعیف توفند می‌شوند، باعث گسترش و رشد آن می‌شوند. بخش زیادی از توفندهای کیپ ورد بزرگ هستند و برخی مانند توفندهای آلن، ایوان، دین و ایرما رکوردهای مختلفی را به ثبت رسانده‌اند. توفندهای کیپ ورد بادوام‌ترین چرخندهای حاره‌ای در حوضه اقیانوسی اطلس به‌شمار می‌روند. در حالی که بسیاری از این توفندها بدون آسیب به سمت دریا حرکت می‌کنند، برخی دیگر که به سمت دریای کارائیب و خلیج مکزیک حرکت می‌کنند، به توفان‌های مخربی برای کشورهای کارائیب، آمریکای مرکزی، مکزیک، برمودا، ایالات متحده آمریکا و حتی گاهی کانادا تبدیل می‌شوند. پروژه‌های پژوهشی از دهه ۱۹۷۰ برای درک نحوه شکل‌گیری این توفان‌ها و حرکت آنها راه اندازی شده است.